# محمد نور احمد اعتمادی
محمد نور احمد اعتمادی (زادهٔ: ۳ حوت ۱۲۹۹ قندهار - درگذشتهٔ: ۲۵ سنبله ۱۳۵۸) یک سیاست‌مدار افغان، سفیر افغانستان در کشورهای پاکستان، ایتالیا- اتحاد جماهیر شوروی، وزیر امور خارجه و نخست‌وزیر افغانستان بود.
آقای اعتمادی فرزند سردار عبدالقدوس اعتمادالدوله دولتمرد زمان امیر حبیب الله خان متولد قندهار افغانستان است. وی برای اولین بار از ۱۹۴۶ تا ۱۹۶۵ به عنوان سفیر افغانستان در پاکستان فعالیت کرد. در سال ۱۹۶۵ به عنوان وزیر امور خارجه منصوب شد و در ۱۰ عقرب/آبان ۱۳۴۶ به مقام نخست‌وزیر رسید. وی بعدها بخاطر اقتصاد راکد در ۱۹ جوزا ۱۳۵۰ از هر دو سمت برکنار و به عنوان سفیر افغانستان در ایتالیا منصوب شد. اعتمادی برخلاف بسیاری از سیاستمداران تحت حاکمیت محمدظاهر شاه پس از کودتای ۲۶ سرطان که طی آن حکومت جمهوری به ریاست‌جمهوری محمد داوود خان تأسیس شد، در دولت باقی ماند. اعتمادی بعدها ایتالیا را ترک کرد و تا سال ۱۹۷۶ به عنوان سفیر در اتحادیه جماهیر شوری فعالیت کرد. وی سپس تا سال ۱۹۷۸ برای بار دوم به عنوان سفیر در پاکستان منصوب شد.

## اعدام
پس از کودتای ۷ ثور ۱۳۵۷، اعتمادی همانند بسیاری از سیاست‌مداران حکومت‌های سابق دستگیر و به زندان پلچرخی انداخته شد و در آنجا به اعدام رسید. البته پیکار پامیر در مقاله‌ای مدعی شده‌است که اسدالله سروری یک شب اعتمادی را از زندان پل چرخی به دفتر خود آورده و در آنجا با شکستن گردن اعتمادی وی را به قتل رسانده‌است، هرچند وی در خصوص این ادعا هیچ سندی را ارائه نکرده‌است.